# Klášter Dolní Ročov
Klášter Nanebevzetí Panny Marie v Dolním Ročově  v okrese Louny je augustiniánská fundace v Dolním Ročově z konce 14. století určená pro dvanáct řeholníků, původně zvaná Področov. Od počátku fungování konventu je doloženo vaření piva přímo v klášteře.

## Historie kláštera

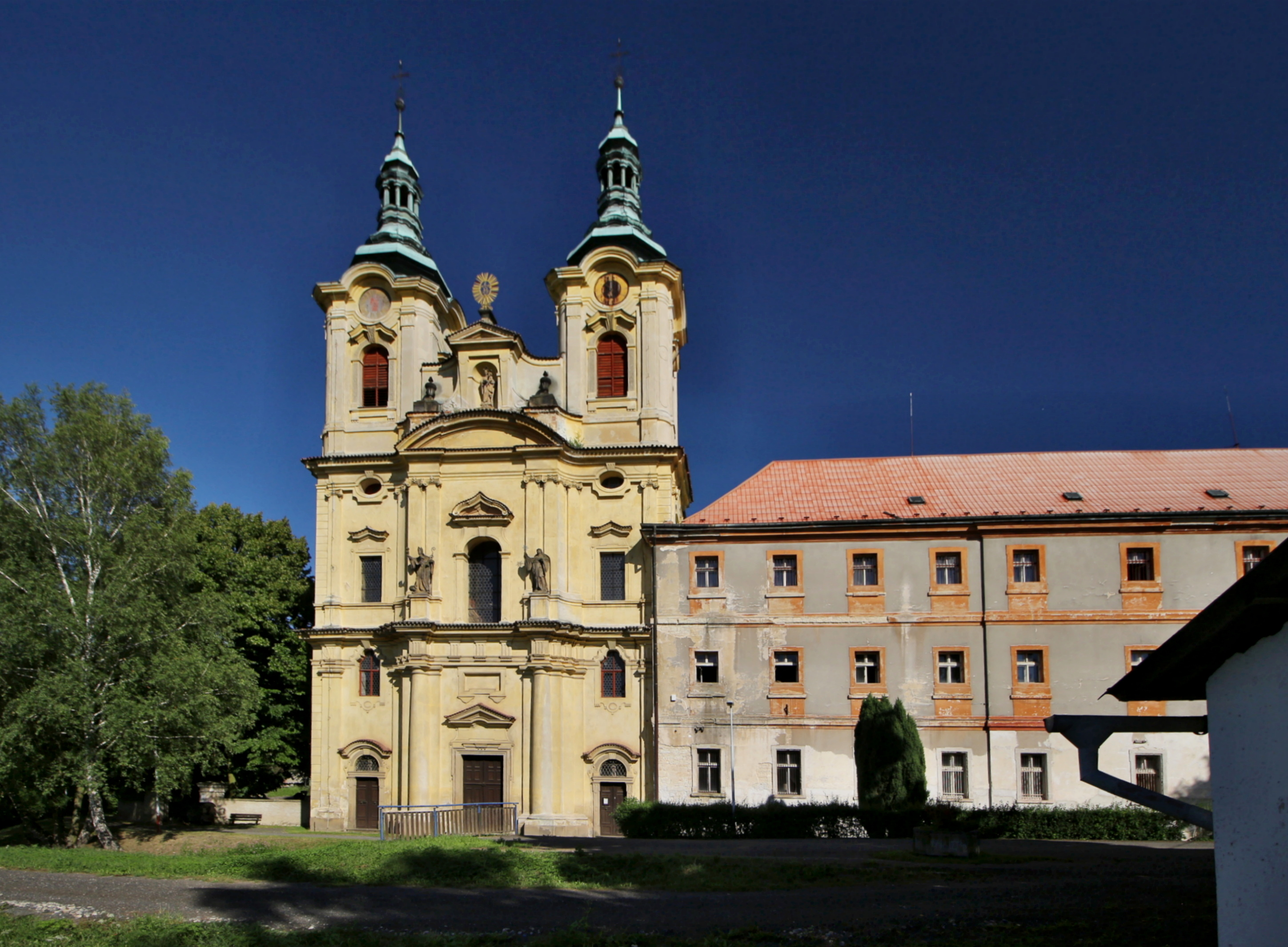
Ročovský klášter s kostelem Nanebevzetí Panny Marie

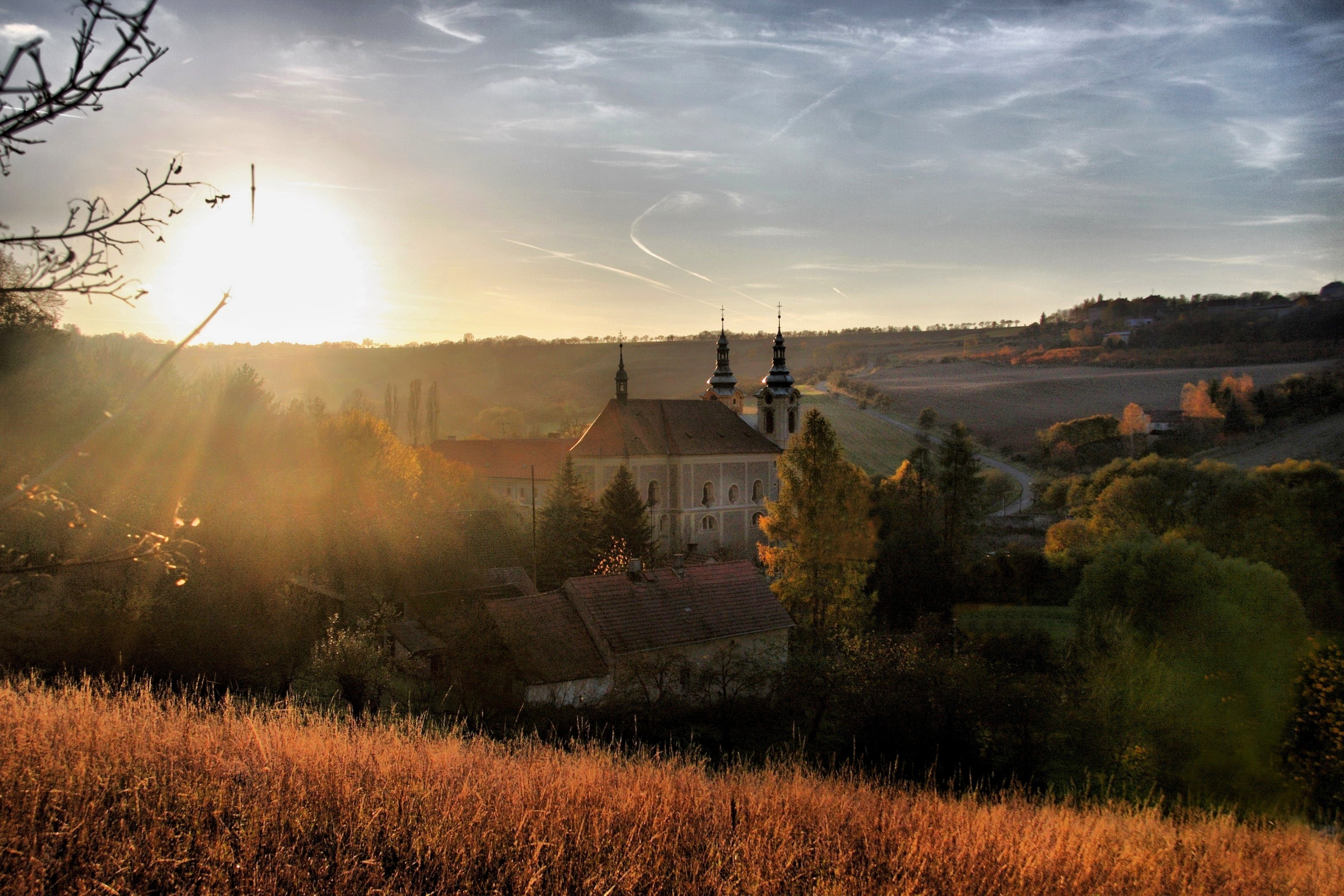
Ročovský klášter

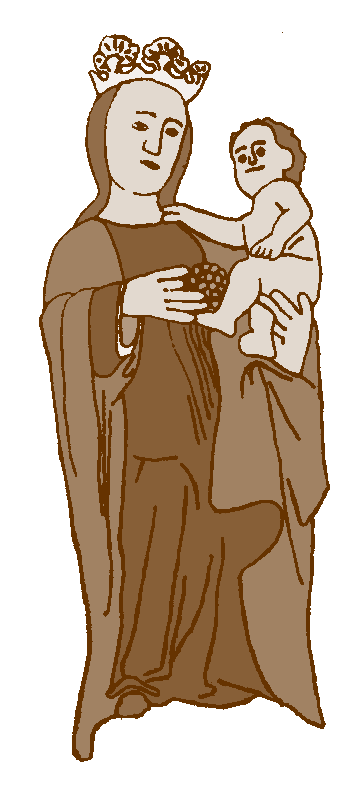
Panna Maria Področovská

Zakladatelem kláštera byl roku 1373 Albrecht starší z Kolowrat, který zde byl na vlastní přání po své smrti také pohřben, jeho náhrobek se dodnes nachází v kostele a koluje o něm kolowratská pověst. Zakladatel se zavázal klášter vystavět a ekonomicky ho zabezpečit. Přitom si však pro sebe i své potomky zajistil právo disponibility a dohledu nad klášterními statky. Takže i jeho synové Albrecht mladší, Purkart a Herbort klášter nadále finančně podporovali. Rod Kolovratů zůstal štědrým donátorem po celou dobu trvání kláštera a pomáhal finančně dotovat opravy a přestavby klášterních budov a zajišťoval chod kláštera a přidružených budov.
Roku 1376 byli do nového kláštera uvedeni první mniši. Roku 1380 byl kostel konsekrován. Husitskými válkami byl silně poškozen, ale patrně zničen nebyl. 15. a 16. století byla obdobím v úpadku. Až v sedmdesátých letech 16. století se klášter začal postupně zotavovat.
Největší pohromou po husitských válkách byla pro klášter válka třicetiletá. Roku 1631 byl konvent napaden Sasy, vyloupen a pobořen. Po třicetileté válce finančně zajistil rozsáhlé opravy kláštera další z Kolowratů, Kryštof Jaroslav.
V letech 1715–1718 Jan Blažej Santini na zadání Norberta Leopolda Libštejnského z Kolovrat přistavěl do průčelí kostela velikou věž a zřídil hřbitovní kapli. Roku 1743 bylo v Ročově založeno „Arcibratrstvo požehnaného černého koženého pásku svaté matky Moniky pod mateřským a milostivým opatrováním a jménem Marie Panny Utěšitelky“. Ke vzniku bratrstva byla 1. září uspořádána veliká slavnost s procesím.
Po několika letech řádění přírodních živlů byla zapotřebí výrazná rekonstrukce k níž byl povolán Kilián Ignác Dientzenhofer, jenž měl tou dobou dva synovce jako novice v místním klášterním společenstvu. Roku 1746 byl položen základní kámen ke klášternímu kostelu Nanebevzetí Panny Marie a k vysvěcení došlo roku 1750. Poté se stavby ujal Anselmo Lurago. Během rekonstrukce došlo ke stavebním úpravám exteriéru i interiéru.

Hlavní zdroj příjmů konventu tvořilo panství Líšťany (ves a dvůr v Líšťanech a v Dolním Ročově a v Oulovice). Oba dvory patřily konventu až do roku 1950.
Roku 1950 v rámci Akce K byl klášter zásahem státní moci zrušen a řádoví bratři internováni v Oseckém klášteře. Budovy byly poté využívány jako skladiště, věznice či útulek pro psychiatrické pacienty. V ročovském klášteře byli určitou dobu vězněni například hudební skladatel a zpěvák R. A. Dvorský a českoslovenští hokejisté v čele s hokejovým hráčem a trenérem Augustinem Bubníkem, odsouzení v roce 1950 v procesu s tzv. „protistátní skupinou Modrý a spol.“.

## Po roce 1989
Po roce 1989 byl klášter navrácen augustiniánům. V současnosti funguje jako sklad humanitární pomoci charity Praha a prohlídka kostela je možná po domluvě či v rámci mše.
I přes zachovalost kostela, vybavení konventu nepřežilo likvidaci kláštera. Veškerý vzácný knihovní fond kláštera je uložen v Městském muzeu v Lounech.
Od 1. prosince 2014 má klášter v nájmu sochař, malíř, stavitel a pedagog Jan Řeřicha. V současné době již probíhá pod vedením Jana Řeřichy rozsáhlá rekonstrukce celého objektu. Cílem rekonstrukce je vytvoření domu pro seniory.

## Socha madony

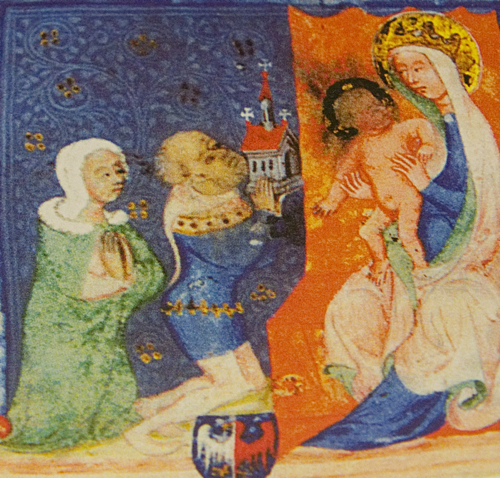
Votivní scéna z Ročovského graduálu

Gotická opuková socha Področovské Madony s Ježíškem (1,25 metrů vysoká), z dob zakladatele se stala nejznámějším symbolem kláštera. Dodnes je umístěna v prosklené vitríně na hlavním oltáři. Je jí připisováno mnoho zázraků, čímž se toto místo proslavilo. Nejvíce poutníků však do Ročova putuje o každoroční pouti, při níž vždy zazní i tzv. Ročovský Zdrávas, složený právě na počest Matky Boží. O milostné soše a klášteru existuje mnoho pověstí a příběhů, které byly zpracovány v různých publikacích.

## Ročovský graduál
V klášteře také vznikl rukopis Ročovský graduál zapsaný české chorální notaci.

## Galerie

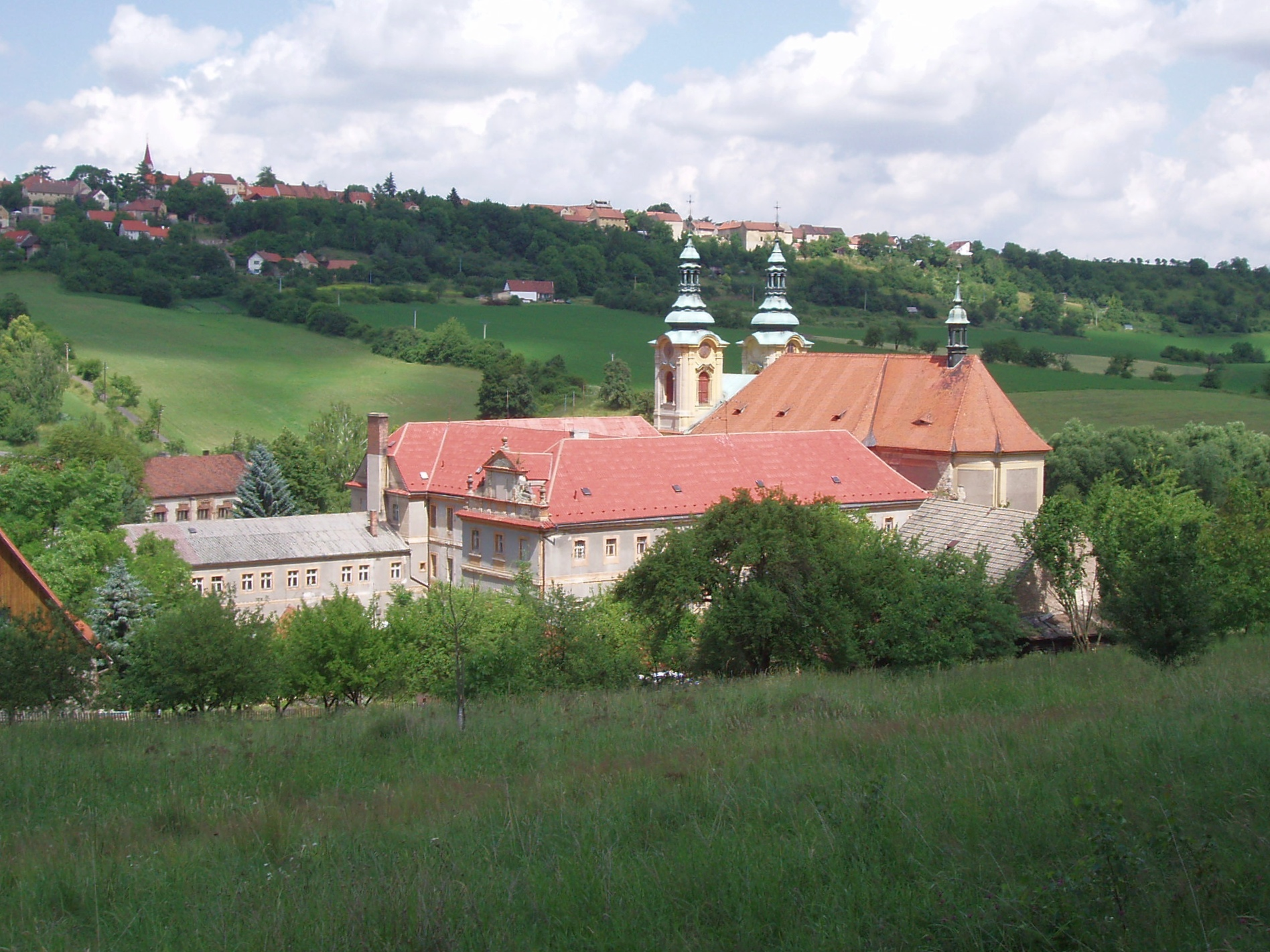
Ročovský klášter
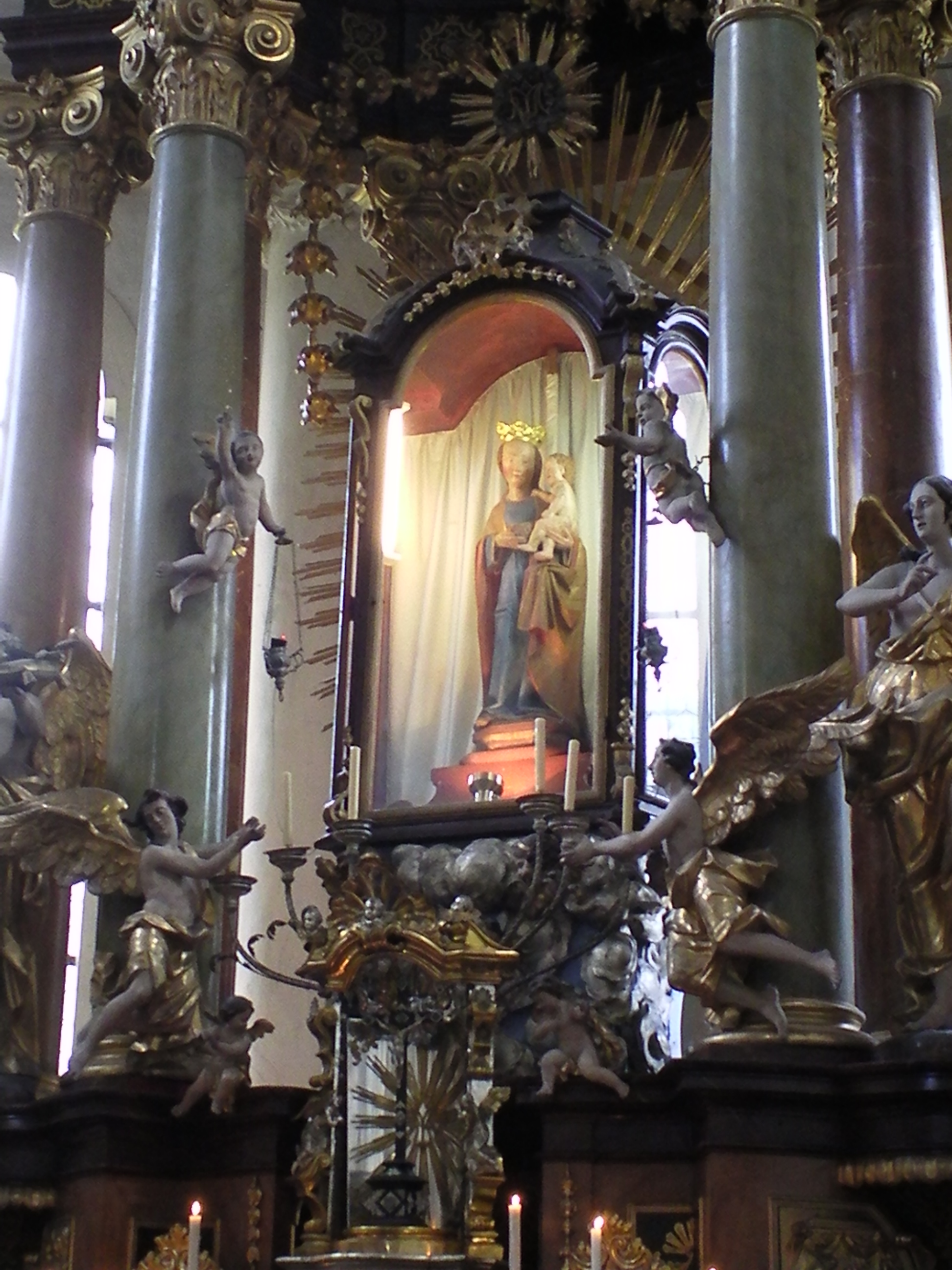
Gotická socha madony na hlavním oltáři
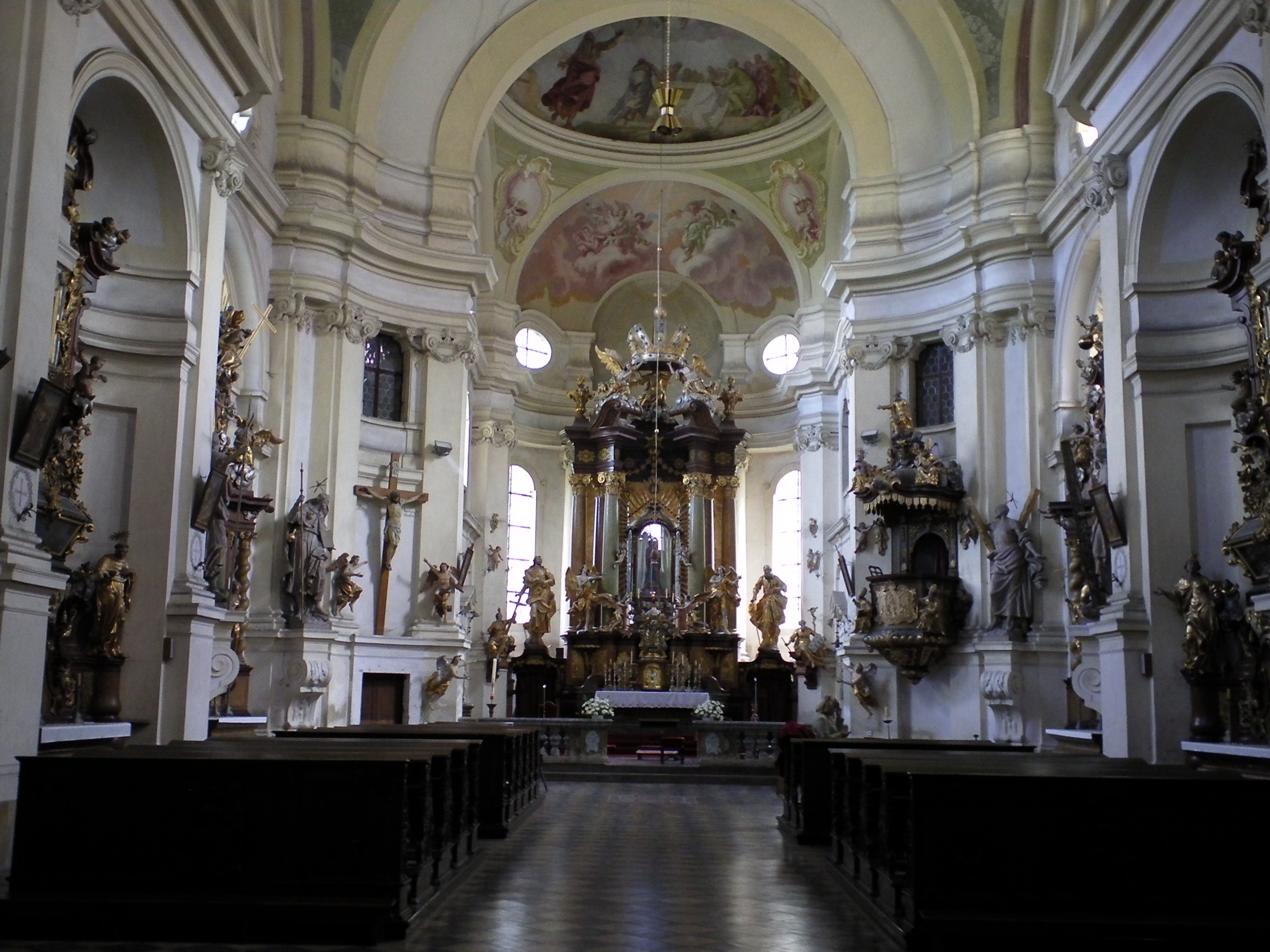
Interiér kostela
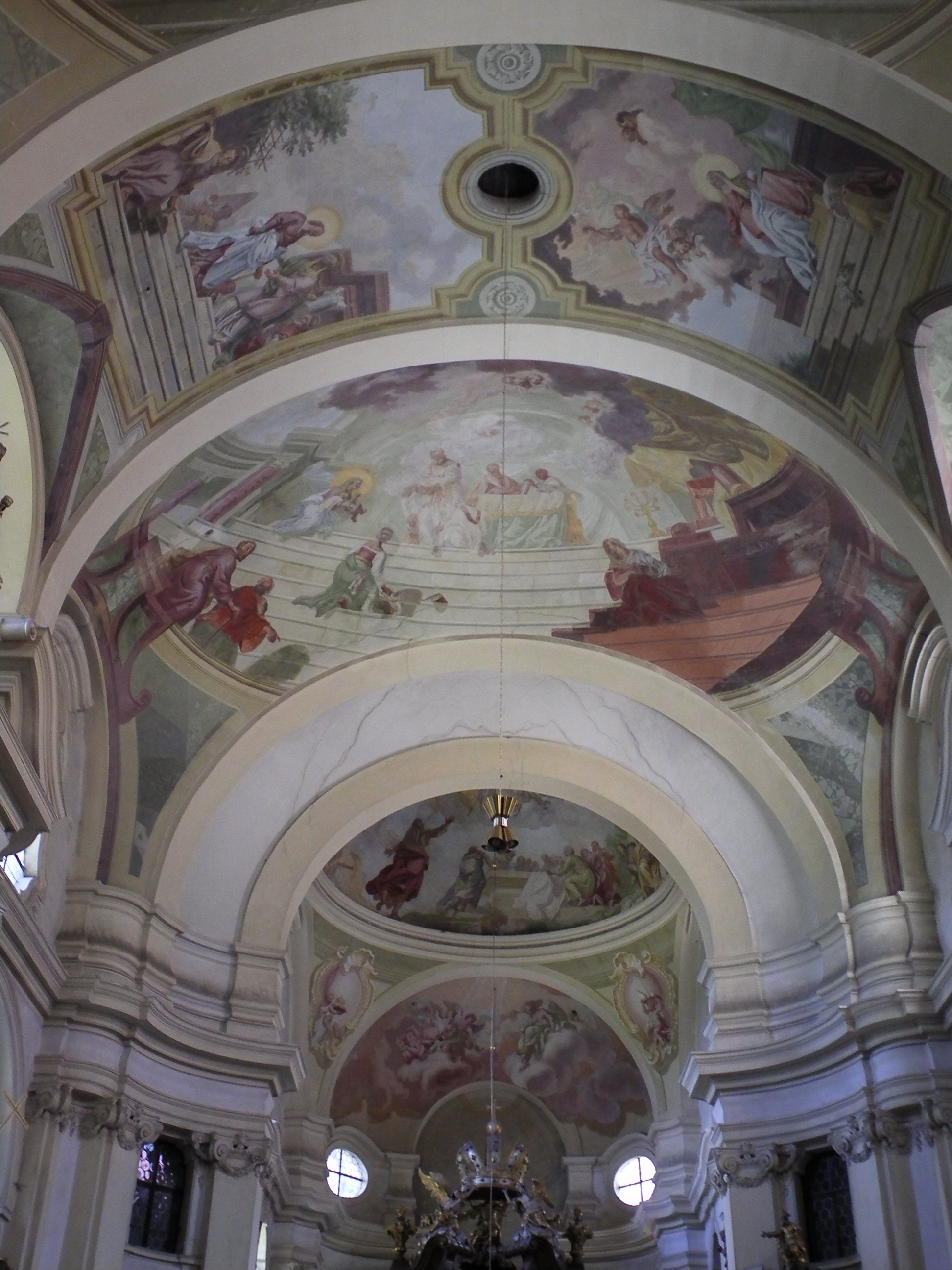
Chrámová loď
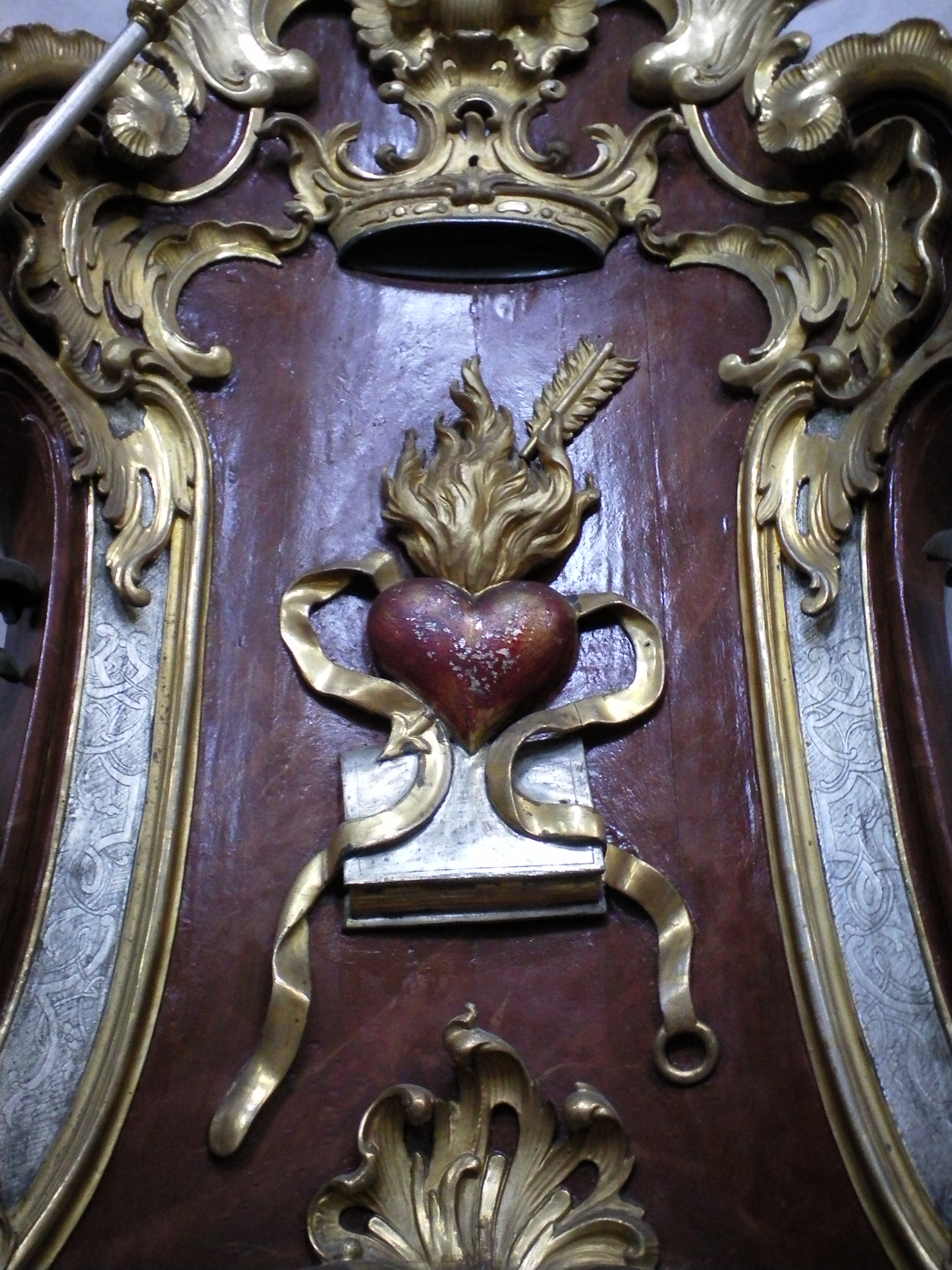
Znak řádu v presbytáři
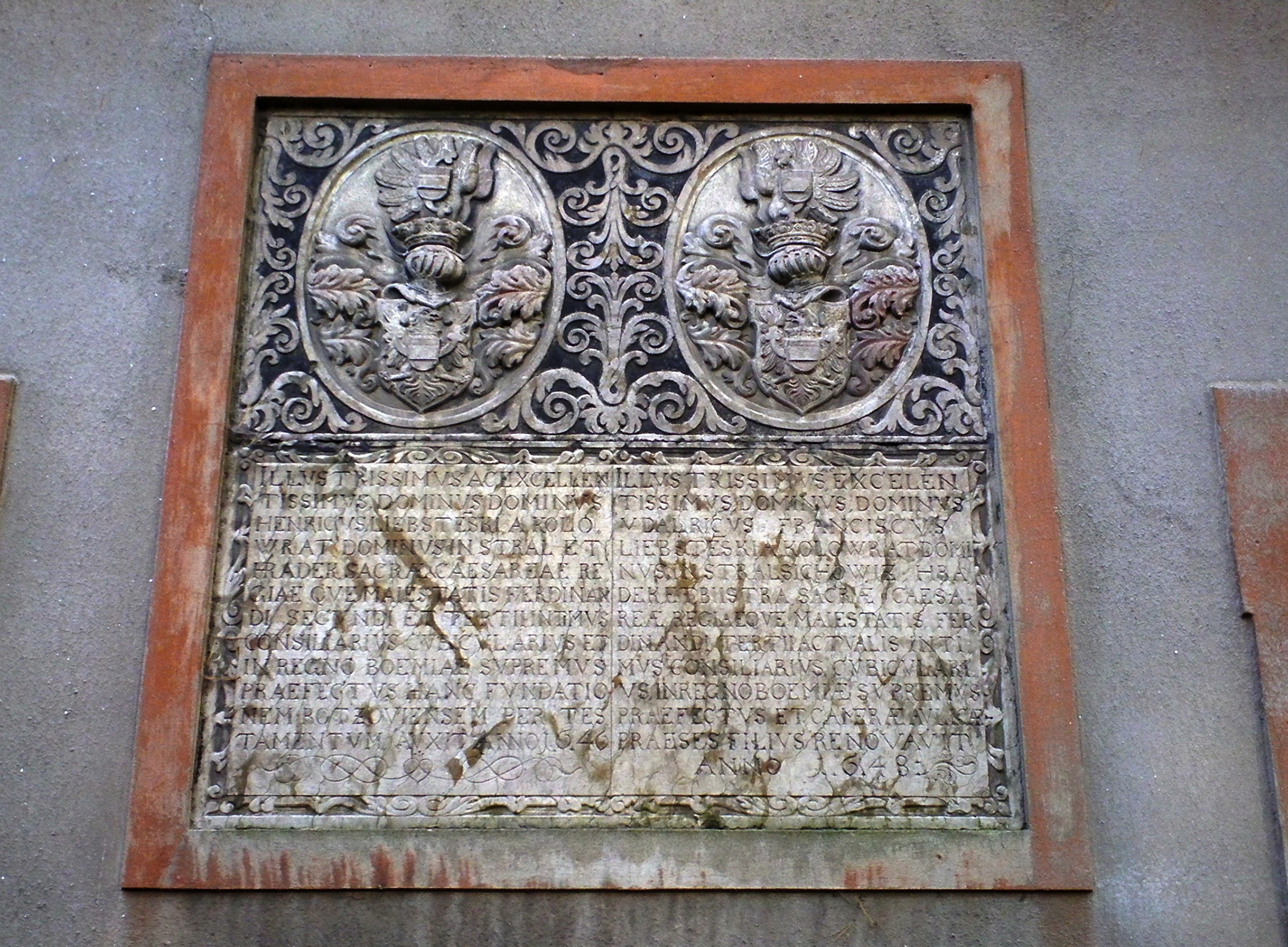
Pamětní deska se jmény a erby Jindřicha a Oldřicha Františka Libštejnských z Kolovrat
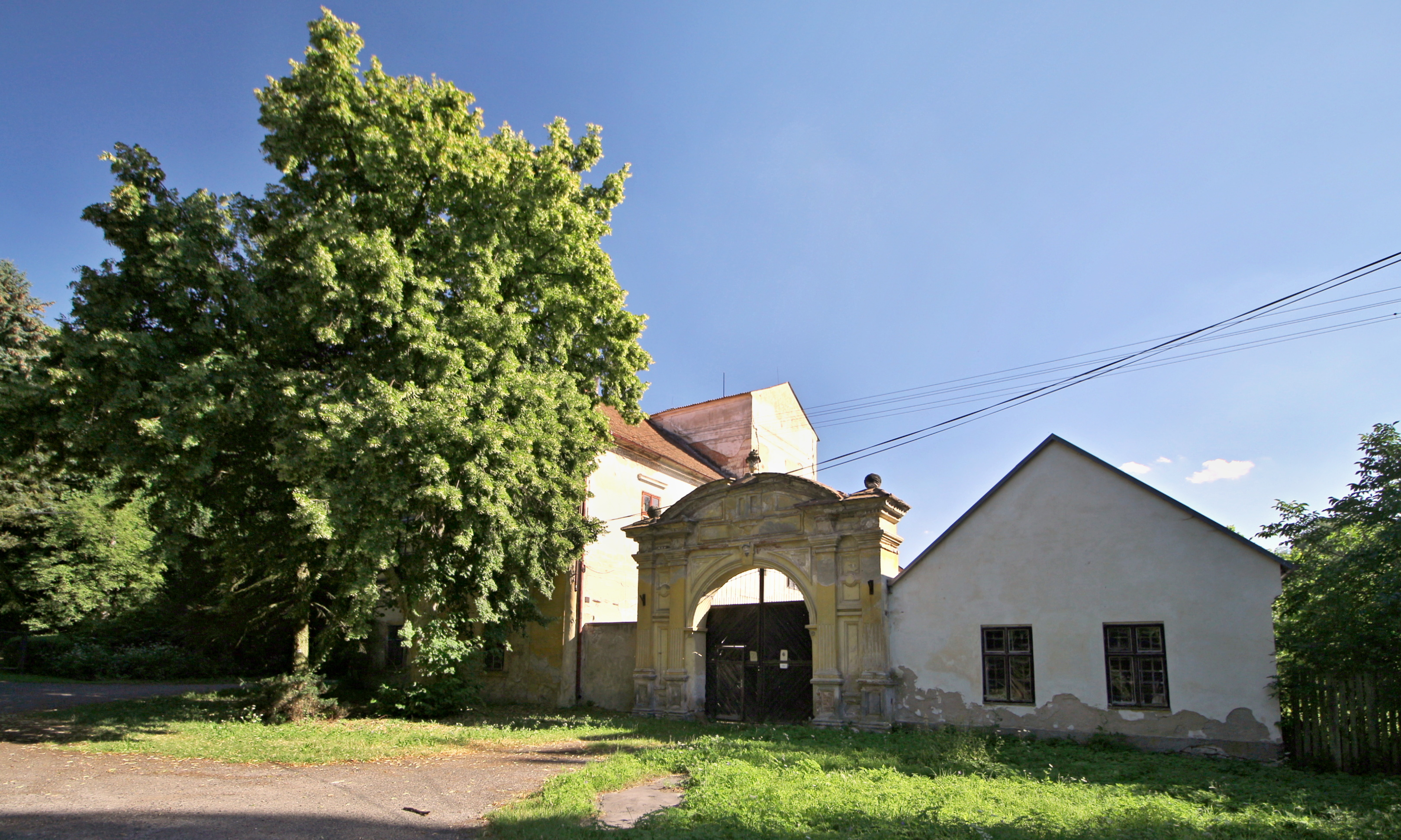
Bývalý klášterní pivovar